# 21644 Vinay
A 21644 Vinay (ideiglenes jelöléssel 1999 NA50) a Naprendszer kisbolygóövében található aszteroida. A LINEAR projekt keretében fedezték fel 1999. július 13-án.